# Cybister brevis
Cybister brevis är en skalbaggsart som beskrevs av Aubé 1838. Cybister brevis ingår i släktet Cybister och familjen dykare. Inga underarter finns listade i Catalogue of Life.

## Bildgalleri

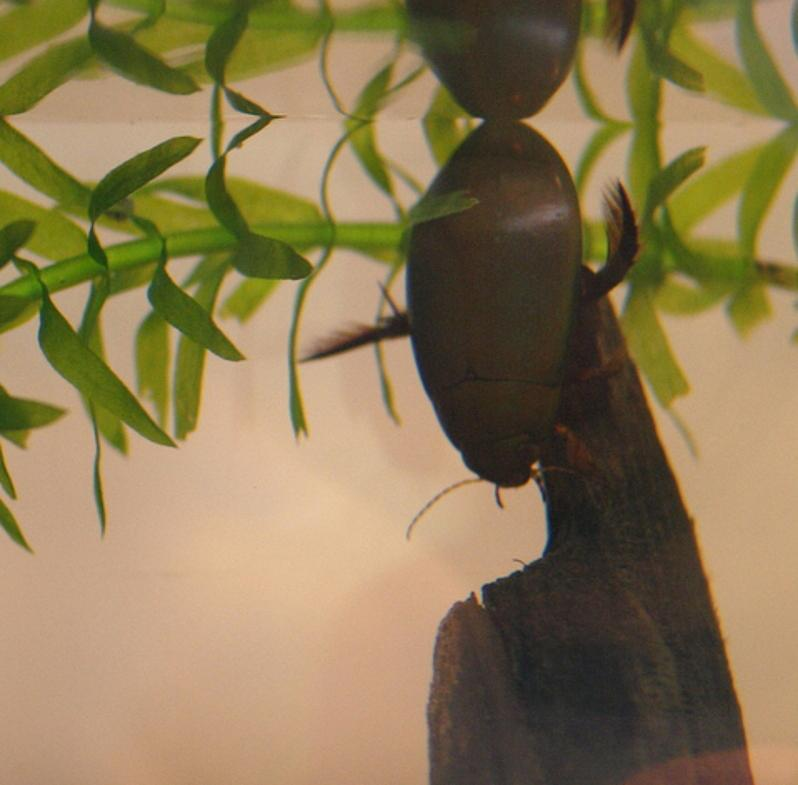